# غاري برغر
غاري برغر (بالإنجليزية: Gary Burger)‏ هو موسيقي أمريكي، ولد في 7 يونيو 1942 في بيميدجي في الولايات المتحدة، وتوفي في 14 مارس 2014 في تورتل ريفر في الولايات المتحدة بسبب سرطان البنكرياس.

## روابط خارجية
- غاري برغر على موقع ميوزك برينز (الإنجليزية)
- غاري برغر على موقع أول ميوزيك (الإنجليزية)
- غاري برغر على موقع ديسكوغز (الإنجليزية)